# U.S. National Indoor Tennis Championships 2013 - Qualificazioni singolare maschile
Le qualificazioni del singolare maschile dell'U.S. National Indoor Tennis Championships 2013 sono state un torneo di tennis preliminare per accedere alla fase finale della manifestazione. I vincitori dell'ultimo turno sono entrati di diritto nel tabellone principale. In caso di ritiro di uno o più giocatori aventi diritto a questi sono subentrati i lucky loser, ossia i giocatori che hanno perso nell'ultimo turno ma che avevano una classifica più alta rispetto agli altri partecipanti che avevano comunque perso nel turno finale.

## Teste di serie
1. Michael Russell (ultimo turno, Lucky Loser)
2. Tim Smyczek (primo turno)
3. Philipp Petzschner (primo turno)
4. Matthew Ebden (ultimo turno)

1. Alex Bogomolov Jr. (qualificato)
2. Vasek Pospisil (primo turno)
3. Illja Marčenko (qualificato)
4. Denis Kudla (primo turno)

### Qualificati
1. Donald Young
2. Rhyne Williams

1. Alex Bogomolov Jr.
2. Illja Marčenko

### Lucky Losers
1. Michael Russell

## Tabellone qualificazioni

### Legenda
| - Q = Qualificato - WC = Wild card - LL = Lucky loser | - ALT = Alternate - SE = Special Exempt - PR = Protected Ranking | - w/o = Walkover - r = Ritirato - d = Squalificato |

### 1ª sezione
|  | Primo turno | Primo turno        | Primo turno        | Primo turno | Primo turno |  |  | Ultimo turno | Ultimo turno    | Ultimo turno | Ultimo turno | Ultimo turno |  |
|  |             |                    |                    |             |             |  |  |              |                 |              |              |              |  |
|  | 1           | Michael Russell    | Michael Russell    | 7           | 6           |  |  |              |                 |              |              |              |  |
|  | WC          | Christian Harrison | Christian Harrison | 5           | 4           |  |  | 1            | Michael Russell | 6            | 3            | 67           |  |
|  |             | Donald Young       | Donald Young       | 6           | 6           |  |  |              | Donald Young    | 4            | 6            | 7            |  |
|  | 8           | Denis Kudla        | Denis Kudla        | 2           | 1           |  |  |              |                 |              |              |              |  |

### 2ª sezione
|  | Primo turno | Primo turno             | Primo turno             | Primo turno | Primo turno |  |  | Ultimo turno            | Ultimo turno            | Ultimo turno            | Ultimo turno | Ultimo turno |  |
|  |             |                         |                         |             |             |  |  |                         |                         |                         |              |              |  |
|  | 2           | Tim Smyczek             | 6                       | 1           | 2           |  |  |                         |                         |                         |              |              |  |
|  |             | Rhyne Williams          | 2                       | 6           | 6           |  |  | Rhyne Williams          | Rhyne Williams          | Rhyne Williams          | 7            | 6            |  |
|  |             | Daniel Muñoz de la Nava | Daniel Muñoz de la Nava | 6           | 7           |  |  | Daniel Muñoz de la Nava | Daniel Muñoz de la Nava | Daniel Muñoz de la Nava | 64           | 4            |  |
|  | 6           | Vasek Pospisil          | Vasek Pospisil          | 4           | 63          |  |  |                         |                         |                         |              |              |  |

### 3ª sezione
|  | Primo turno | Primo turno        | Primo turno        | Primo turno | Primo turno |  |  | Ultimo turno | Ultimo turno       | Ultimo turno | Ultimo turno | Ultimo turno |  |
|  |             |                    |                    |             |             |  |  |              |                    |              |              |              |  |
|  | 3           | Philipp Petzschner | Philipp Petzschner | 1           | 6           |  |  |              |                    |              |              |              |  |
|  |             | Ivo Karlović       | Ivo Karlović       | 6           | 7           |  |  |              | Ivo Karlović       | 3            | 6            | 4            |  |
|  |             | Sekou Bangoura     | Sekou Bangoura     | 5           | 1           |  |  | 5            | Alex Bogomolov Jr. | 6            | 3            | 6            |  |
|  | 5           | Alex Bogomolov Jr. | Alex Bogomolov Jr. | 7           | 6           |  |  |              |                    |              |              |              |  |

### 4ª sezione
|  | Primo turno | Primo turno    | Primo turno    | Primo turno | Primo turno |  |  | Ultimo turno | Ultimo turno   | Ultimo turno | Ultimo turno | Ultimo turno |  |
|  |             |                |                |             |             |  |  |              |                |              |              |              |  |
|  | 4           | Matthew Ebden  | Matthew Ebden  | 6           | 6           |  |  |              |                |              |              |              |  |
|  | WC          | Connor Glennon | Connor Glennon | 3           | 4           |  |  | 4            | Matthew Ebden  | 6            | 3            | 1            |  |
|  |             | Andrej Golubev | 64             | 6           | 64          |  |  | 7            | Illja Marčenko | 4            | 6            | 6            |  |
|  | 7           | Illja Marčenko | 7              | 2           | 7           |  |  |              |                |              |              |              |  |